# بهار العجم
بهار العجم هو قاموس يعود للقرن الثامن عشر للكلمات والتعبيرات الفارسية المستخدمة في الشعر الفارسي. كان مؤلف العمل هو الشاعر الهندي لالا تيك تشاند (توفي عام 1766)، وهو من خاتري [الإنجليزية] من دلهي، والذي بدأ على الأرجح في كتابته عام 1720، وأكمله عام 1739، ونشر الكتاب عام 1743.